# Itraconazole
L'itraconazole (R51211) est un antimycosique qui est efficace sur pratiquement toutes les familles de champignons. 
En France, l'itraconazole est utilisé pour les mycoses superficielles en particulier les kératites et les dermatophyties cutanées ; les infections systémiques comme l'aspergillose, et les mycoses exotiques comme la chormocytose et l'histoplasmose.

## Synthèse
La synthèse de l'itraconazole démarre à partir de la 2,4-dichloroacétophénone.